# Célestin Mbala
Célestin Mbala Munsense, né en 1961 à Lubumbashi, est un officier militaire congolais.
Il  a occupé plusieurs postes de haut rang dans l’administration présidentielle et militaire, atteignant le grade de général d’armée. Il est reconnu pour sa loyauté envers le président Joseph Kabila.
Célestin Mbala a rejoint l’armée vers 1975 et est conseiller du président Kabila depuis 2007.
En 2009, il est conseiller militaire du président Kabila et directeur du personnel des Forces armées de la république démocratique du Congo (FARDC). Á cette période, lors d’une déclaration à Kinshasa adressée aux diplomates étrangers, il a souligné que les  FARDC se trouvait dans un état d’anarchie depuis la deuxième guerre du Congo, que cette situation était principalement due à l’intégration d’anciens rebelles, souvent indisciplinés et non formés, et qu'en sa qualité de directeur du personnel, il s’efforçait d’apporter des améliorations à cette situation complexe.
À partir de 2010, il occupe la fonction de chef d’état-major au bureau du président, portant le grade de brigadier général.
En septembre 2014, lors de la restructuration de l’armée par Kabila, Mbala était major général et a été nommé chef d’état-major adjoint pour l’administration et la logistique.
le 14 juillet 2018, il est nommé Chef d'état-major des forces armées de la république démocratique du Congo (en), en remplacement du général d’armée Didier Etumba,.
Après l’élection de Félix Tshisekedi à la présidence de la république démocratique du Congo (RDC), en mai 2019, Mbala est confirmé comme chef d’état-major des forces armées de la RDC. Il est également promu au rang de général d'armée par le président Tshisekedi,,.
En octobre 2022, Célestin Mbala, figurant parmi les officiers en attente de retraite, est remplacé à la tête de l’armée par le lieutenant-général Christian Tshiwewe Songesha, nommé Chef d'état-major des armées congolaises par le président Félix Tshisekedi.